# Hutten-Czapski (herb szlachecki)
Hutten-Czapski – polski herb hrabiowski nadany w zaborze rosyjskim, odmiana herbu Leliwa.

## Opis herbu
Juliusz Karol Ostrowski blazonuje herb następująco:
Na tarczy czterodzielnej w polu I i IV czerwonych – dwa pasy srebrne prawo-ukośne równoległe; w III i IV błękitnych – nad złotym półksiężycem takaż sześciopromienna gwiazda. Nad koroną hrabiowską dwa hełmy: w pierwszym mąż z brodą w lewo, czerwono odziany, w czapce czerwonej z białym wyłogiem z trzema piórkami z przodu, dwoma z tyłu; w drugim ukoronowanym – na pawim ogonie – półksiężyc złoty z gwiazdą jak na tarczy. Labry z prawej czerwone podbite srebrem, z lewej błękitne podbite złotem. Po bokach tarczy gryfy białe – tarcze z Leliwą na piersiach mające. Dewiza: VITAM PATRIAE, HONOREM NEMINI.

## Najwcześniejsze wzmianki
Według Ostrowskiego herb nadany został 12 czerwca 1874 w Rosji Emerykowi Czapskiemu z tytułem hrabiowskim.
Herb łączy elementy herbu niemieckiej rodziny Hutten (zob. Ulrich von Hutten) i herbu Leliwa. Czapscy mieli używać przydomku von Hutten ze względu na rodzinną tradycję według której mieli pochodzić od Huttenów. Tradycja ta miała wywodzić się z niemieckiego znaczenia słowa Hut – kapelusz, czapka.
Nieco inne informacje o tej rodzinie podaje rękopis o szlachcie pruskiej z 1671, opracowany przez Adama Amilkara Kosińskiego. Według niego Czapscy mieli być familią czysto polską i mieli pisać się ze Smoląga czyli Smolina, włości i zamku niedaleko miasta Pilicy w województwie krakowskim. Jeszcze za czasów piastowskich rodzina ta miała osiedlić się w Prusach, a za panowania krzyżaków przybrać niemiecką nazwę von Hütten od wsi tego nazwiska pod Starogardem. Po przyłączeniu Prus Zachodnich do Polski, von Hüttenowie mieli przyjąć nazwisko Czapskich, a wieś Hütten, w wojnie oswobodzenia doszczętnie zniszczoną, odbudowawszy, na pamiątkę rodzinnego gniazda mieli nazwać Smolągiem.

## Herbowni
Ponieważ herb pochodził z nadania, przynależał jednej tylko rodzinie herbownych:
Czapski (Hutten-Czapski).